# Justus Friedrich Froriep
Justus Friedrich Froriep (* 1. Juni 1745 zu Lübeck; † 26. Januar 1800 in Wetzlar) war ein lutherischer Theologe und Orientalist.
Er studierte, nachdem er in Lübeck das Gymnasium besucht hatte, in Leipzig Theologie und beschäftigte sich auch mit den morgenländischen Sprachen.
1767 wurde er Magister der Philosophie, 1768 Baccalaureus der Theologie und Frühprediger an der Universitätskirche zu Leipzig und 1769 Vesperprediger und außerordentlicher Professor der Theologie daselbst.
1771 folgte er einem Ruf als ordentlicher Professor der Theologie und der morgenländischen Sprachen an die Universität Erfurt und erhielt dazu noch 1772 das Pastorat an der dortigen Kaufmannskirche. Im selben Jahr erlangte er den Doktorgrad der Theologie. In Erfurt blieb er bis zum Jahr 1781, in welchem er das Amt eines Konsistorialrats, Superintendenten und Scholarchen zu Bückeburg annahm. Diese Stellung musste er 1792 niederlegen, weil er sich an Streitigkeiten zwischen Lutheranern und Reformierten in der Grafschaft Schaumburg zu lebhaft beteiligt hatte, worüber man seine Schrift über die Religionsirrungen vergleiche.
Er privatisierte nach seiner Amtsentsetzung eine Zeit lang in Wetzlar, bis er dort in 1796 zum Prediger ernannt wurde.
In der Theologie pflegte er hauptsächlich die Exegese, unter den morgenländischen Sprachen vornehmlich die arabische, die er jedoch nur als Mittel zur Kenntnis der hebräischen Sprache ansah.
Er veröffentlichte zahlreiche Predigten, Gelegenheitsreden und Programme, letztere zumeist über einzelne Bibelstellen.
Froriep war verheiratet mit der Autorin Amelie Henriette Sophie geb. Becker (1752–1784). Sein Sohn Ludwig Friedrich wurde Chirurg, Hochschullehrer und Verleger.

## Werke (Auswahl)
- Corani caput primum et secundi versus priores. Leipzig 1768. Digitalisat.
- Arabische Bibliothek., 1. (einziger) Bd., 1769. Digitalisat.
- Bibliothek der theologischen Wissenschaften, 2 Bde., 1771–86. Digitalisat.
- Zur Erinnerung an den Herrn Oberstlieutenant Johann Casimir von Monkewitz, ehemaligen Befehlshaber des Bückeburgischen Carabiniers und Jäger Corps, 1789. (Digitalisat)
- Über die Religionsirrungen zwischen den Lutheranern und Reformirten in der Grafschaft Schaumburg, Lippischen Antheils. Zur Widerlegung des Herrn Pütters. Erster Band. Frankfurt und Leipzig 1790. Digitalisat.